# Free Now
Die Intelligent Apps GmbH mit Sitz in Hamburg betreibt unter der Marke Free Now Mobilitätsdienstleistungen. Der Vorgänger mytaxi wurde zunächst als reine Taxi-App im Jahr 2009 gegründet und gehört seit Februar 2019 zum neuen Mobilitäts-Joint-Venture von Daimler und BMW.
Die Free Now App stellt eine direkte Verbindung zwischen Fahrgästen und den Fahrern von Taxis oder den Zentralen der Funkmietwagenunternehmen her. Free Now ist in über 100 Städten mit mehr als 100.000 Fahrern in ganz Europa tätig. Das Unternehmen galt als Marktführer in Europa, verzeichnete im Jahr 2020 rund 54 Mio. aktive Nutzer und erwirtschaftete einen Umsatz von 2 Mrd. Euro.

## Geschichte
mytaxi wurde im Jahr 2009 von den deutschen Unternehmern Niclaus Mewes und Sven Külper ins Leben gerufen. Noch im selben Jahr wurde mit der Intelligent Apps GmbH die Gesellschaft hinter mytaxi gegründet. Bis Mai 2011 wurde mytaxi in sechs Großstädten in Deutschland gestartet. Im August 2011 machte mytaxi mit seinem Angebot erste internationale Schritte in Wien.
Die App ist inzwischen in über 100 Städten in ganz Europa verfügbar.
Im September 2014 erwarb Daimler den mehrheitlichen Anteil an der Intelligent Apps und stieg damit in den Markt für digitale Mobilitätslösungen ein. Im Jahr 2016 fusionierte mytaxi mit Hailo, einer britischen Plattform zur Taxi-Vermittlung, und wurde damit zum größten lizenzierten Ride-Hailing-Betrieb Europas. Free Now ist Teil der Markenfamilie, die 2019 aus dem Joint Venture zwischen BMW und Daimler entstanden ist. Zur Free-Now-Gruppe gehört außerdem Beat (verfügbar in Griechenland und Lateinamerika). Die weiteren Bereiche innerhalb einer Markenfamilie unter dem Namen Your Now sind Share Now (car2go und Drive Now), Reach Now (multimodal), Park Now und Charge Now.
Im Herbst 2020 kamen Meldungen auf, wonach Free Now an den US-amerikanischen Fahrdienstleister Uber verkauft werden solle. Anderswo war jedoch nur von einer Beteiligung die Rede, da man die Kompetenzen in diesem Bereich nicht gänzlich abgeben wolle. Neben dem Wunsch sich stärker auf den Autobau zu konzentrieren, spielen auch die hohen Verluste von Free Now eine Rolle. So bewertete Daimler seine Hälfte an dem Gemeinschaftsunternehmen Your Now Ende Juni 2020 nur noch mit 618 Millionen Euro und damit um 248 Millionen Euro niedriger als Ende 2019. Auch im Frühjahr 2022 wurde, besonders nach der Bekanntgabe des Verkaufs der Marke „Share Now“ an den Stellantis-Konzern, ein möglicher Verkauf von Free Now erneut von verschiedenen Medien aufgegriffen.
Im April 2022 löste Thomas Zimmermann, der seit 2018 als Chief Marketing Officer für das Unternehmen tätig war, Marc Berg in seiner Rolle als Chief Executive Officer ab. Berg war vier Jahre in der Rolle tätig und verließ das Unternehmen aus persönlichen Gründen.
Im April 2025 wurde bekannt, dass Free Now für 175 Millionen Euro von Lyft übernommen wird.

## Unternehmensstruktur
Das Unternehmen verfügt über 33 hundertprozentige Tochtergesellschaften in mehreren europäischen und südamerikanischen Ländern. Mehrheitsgesellschafterin ist die Your Now Holding GmbH mit Sitz in München, die 96,26 Prozent der Anteile an der Intelligent Apps GmbH hält. Minderheitsgesellschafterin mit 3,74 Prozent ist die HNH Group Ltd. mit Sitz in London. Die Your Now Holding ist ein Gemeinschaftsunternehmen von BMW und Mercedes-Benz.

## Produktübersicht
Kunden können die Free Now App auf ihrem iOS- oder Android-Handy installieren und sich von der App aus anmelden, eine gültige Telefonnummer und eine gültige Zahlungsart (Giro- oder Kreditkarte, Apple Pay, Google Wallet oder PayPal) eingeben. Je nach Standort können Kunden über die App ein Taxi, einen E-Tretroller oder einen Mietwagen mit Fahrer bestellen. Dazu verwendet die App die GPS-Daten des Fahrgastes und zeigt verfügbare Mobilitätslösungen in der Nähe an. Der Fahrdienstunternehmer muss hierfür an den Vermittler 12 Prozent des Bruttofahrpreises abtreten.

### Verfügbarkeit
Free Now ist mittlerweile in über 100 Städten in mehr als 10 europäischen Ländern aktiv (Deutschland, Österreich, Frankreich, Irland, Italien, Griechenland, Polen, Portugal, Rumänien, Spanien, Schweden und Großbritannien). Über 50 Millionen Kunden sollen Free Now regelmäßig nutzen. Die Firma hat in 26 europäischen Städten Niederlassungen.
In Berlin entstand im Jahr 2019 der Verbund „Your Now“, der die Mobilitätsdienste der BMW Group und der Daimler AG bündelt und in der Stadt in den Bereichen Carsharing (Share Now), Parken (Park Now), Ladestationen für Elektrofahrzeuge (Charge Now), Reiseplanung per Mobilitätsplattform (Reach Now) sowie Funkmietwagendienste (Free Now) aktiv ist. Free Now bietet in mehreren deutschen Städten den Service FREE NOW Ride an, das Unternehmen besitzt keine eigene  Fahrzeugflotte, sondern arbeitet mit Auto-Verleihfirmen, Funkmietwagenfirmen und Taxibetreibern zusammen. Insgesamt stehen Ende Januar 2020 1800 Fahrzeuge unter Vertrag. Rund 10.000 Fahrerinnen und Fahrer bei Funkmietwagen wie auch Taxis sind für Free Now unterwegs. Das Preisangebot kann, wenn ein Mietwagen statt einem Taxi vermittelt wird, auch unter den üblichen Taxitarifen liegen, in Abhängigkeit von Stoßzeiten, Großveranstaltungen, Fahrtstrecken, Größe des Fahrzeugs u. a. Seit Sommer 2020, arbeitet Free Now auch mit E-Tretroller-Betreibern sowie mit E-Bike-Betreibern zusammen. In vereinzelten, zeitlich eng befristeten, Werbe-Rabattaktionen, welche jedoch ausschließlich von Free Now selbst finanziert werden (da Taxiunternehmen keine Rabatte vergeben dürfen), werden für Taxifahrten gelegentlich bis zu 50 % Ersparnis angeboten.
Von September 2021 an erhob Free Now von Fahrgästen für bestellte Taxifahrten, die über die Free Now App bestellt werden, deutschlandweit zunächst eine Servicegebühr von 0,79 € pro Fahrt. Auch andere Gebühren, etwa bei der Stornierung einer Fahrt durch den Kunden, wurden in vielen Orten eingeführt.  Auf der Internetseite von Free Now wird angegeben: „Die Servicegebühr soll uns dabei unterstützen, die App stetig zu verbessern und Innovationen gemeinsam mit allen angeschlossenen Unternehmern weiter voranzutreiben.“ Jedoch bezweifelte das die Taxibranche und vermutete, dass Free Now mit der Gebühr Kunden Richtung Mietwagen-Vermittlung („Ride“) drängen wollte, da hier höhere Vermittlungsprovisionen von den Fahrern erhoben werden können. Im Mai 2022 wurde die Gebühr auf 1,50 € erhöht. Laut Gebührenordnung vom 18. Oktober 2023 beträgt die Servicegebühr 2,50 €.